# 大吕德
大吕德是德国黑森州的一个市镇。总面积73.92平方公里，总人口8482人，其中男性4170人，女性4312人（2011年12月31日），人口密度115人/平方公里。